# 自限性 (生物学)
在生物学中，自限性是指一群生物体通过其行為或其他因素限制其自身的增长。例如一个生物体的最大体积可能由其基因决定，或者一个生物群落平時會排放垃圾，一旦生物體的数量過多，這些垃圾會產生毒性並對該群落造成影響。在某些情况下，生物群落的自限性可能有利于群落的生存，例如寄生虫，如果它们的数量太多，它们就会杀死宿主，自己也會遭殃。此外自限性還能限制捕食者數量，从而确保了稀有物种的生存。